# Hypocoprus latridioides
Hypocoprus latridioides is een keversoort uit de familie harige schimmelkevers (Cryptophagidae). De wetenschappelijke naam van de soort werd in 1839 gepubliceerd door Victor Ivanovitsch Motschulsky.